# Гавр Гура
Гавр Гура (англ. Gawr Gura, яп. がうる・ぐら) — виртуальный ютубер агентства Hololive Production и, в частности, первого поколения его англоязычного подразделения Hololive English — Myth (также стилизуется как HoloMyth). Дебютировала 13 сентября 2020 года и стала лидером среди виртуальных ютуберов по подпискам, собрав более 4 миллионов подписчиков. Её прямые трансляции (стримы) сосредоточены на развлечениях и в основном состоят из летсплеев, караоке и беседы с аудиторией. В Японии Гуру часто называют «Самэ-тян», что означает «девочка-акула».
Согласно авторской легенде, персонаж Гавр Гуры — акула возрастом более 9000 лет родом из Атлантиды.

## Карьера
Cover Corporation объявила о прослушивании для носителей английского языка с 23 апреля по 24 мая 2020 года, после глобального успеха основной японской команды виртуальных ютуберов. Дизайн персонажа был разработан художницей Нацуки Амасиро, а за риг и анимации отвечал Умиуси Син.
- Деятельность Гуры в Твиттере впервые началась 9 сентября 2020 года[14]. Её первая прямая трансляция на YouTube была показана в 6 утра по восточному времени 13 сентября[15] с аудиторией около 45 000 человек; V.O.D. набрал более 800 000 просмотров за три дня[16]. 28 ноября «Gawr Gura» был включен в список Niconico Japanese Internet Pop 100 как один из 100 самых популярных поисковых запросов того года на Niconico и Pixiv, заняв 99-е место[17].
- 22 октября 2020 года канал Гуры набрал 1 миллион подписчиков[18][19], это был самый быстрый рост среди всех каналов виртуальных ютуберов. Гура стала третьим виртуальным ютубером, достигшим 1 миллиона, после Kizuna AI и Луны Кагуи (англ. Kaguya Luna)[18]. 18 января число подписчиков её канала превысило 2 миллиона (что сделало её вторым V-тубером, достигшим этого рубежа, уступая только Kizuna AI[14][20]), и она отпраздновала это событие с караоке-трансляцией 23 января[21]. 7 мая её стрим с показом нового «костюма» (англ. outfit reveal) достиг пика в 194 280 зрителей одновременно[22][23], побив тем самым рекорд среди виртуальных стримеров, ранее принадлежавший участнице японского подразделения Hololive — Мико Сакуре (около 145 000)[24][25].
- Первая оригинальная песня Гуры Гавр, «Reflect», была выпущена 21 июня 2021 года[26][27]. 30 июня в 5:01 по Гринвичу Гура достигла рубежа в 2,97 миллиона подписчиков, превзойдя Kizuna AI и став лидером среди виртуальных ютуберов по числу подписчиков[28][28][29][30][31]. 4 июля она стала первым виртуальным ютубером, набравшим 3 миллиона подписчиков, а затем — 16 июня 2022 года — и 4 миллиона подписчиков[32][33].
- 3 июля 2021 года в Сети появилась информация о производстве Nendoroid-фигурки Гуры Гавр[34][35], а 6 августа на неё были открыты предварительные заказы[36]. 18 марта 2022 года, после её дебютного живого выступления в 3D на выставке Makuhari Messe, было объявлено, что статуя Гуры в натуральную величину и фигура в масштабе 1/7, которые были представлены на выставке, будут проданы с аукциона на благотворительность[37][38].
- 25 апреля 2022 года Cover Corporation анонсировала проект «Hololive Meet», в котором участвуют все таланты со всего Hololive Production и который направлен на ускорение экспансии агентства на международные рынки[39]. Амбассадорами проекта были назначены Гура Гавр, Сора Токино (дебютант агентства) и Рису Аюнда (дебютант индонезийского подразделения). Было объявлено, что все трое появятся на конвенте Anime Expo[40].
- 15 апреля 2025 года Гура объявила о своём уходе из Hololive с 1 мая. Причиной ухода стали разногласия с руководством и направлением компании. В качестве завершения, она записала песню «Ash Again», написанную композитором Кейси Эдвардсом (англ. Casey Edwards) и на которую был смонтирован клип.

## Популярность

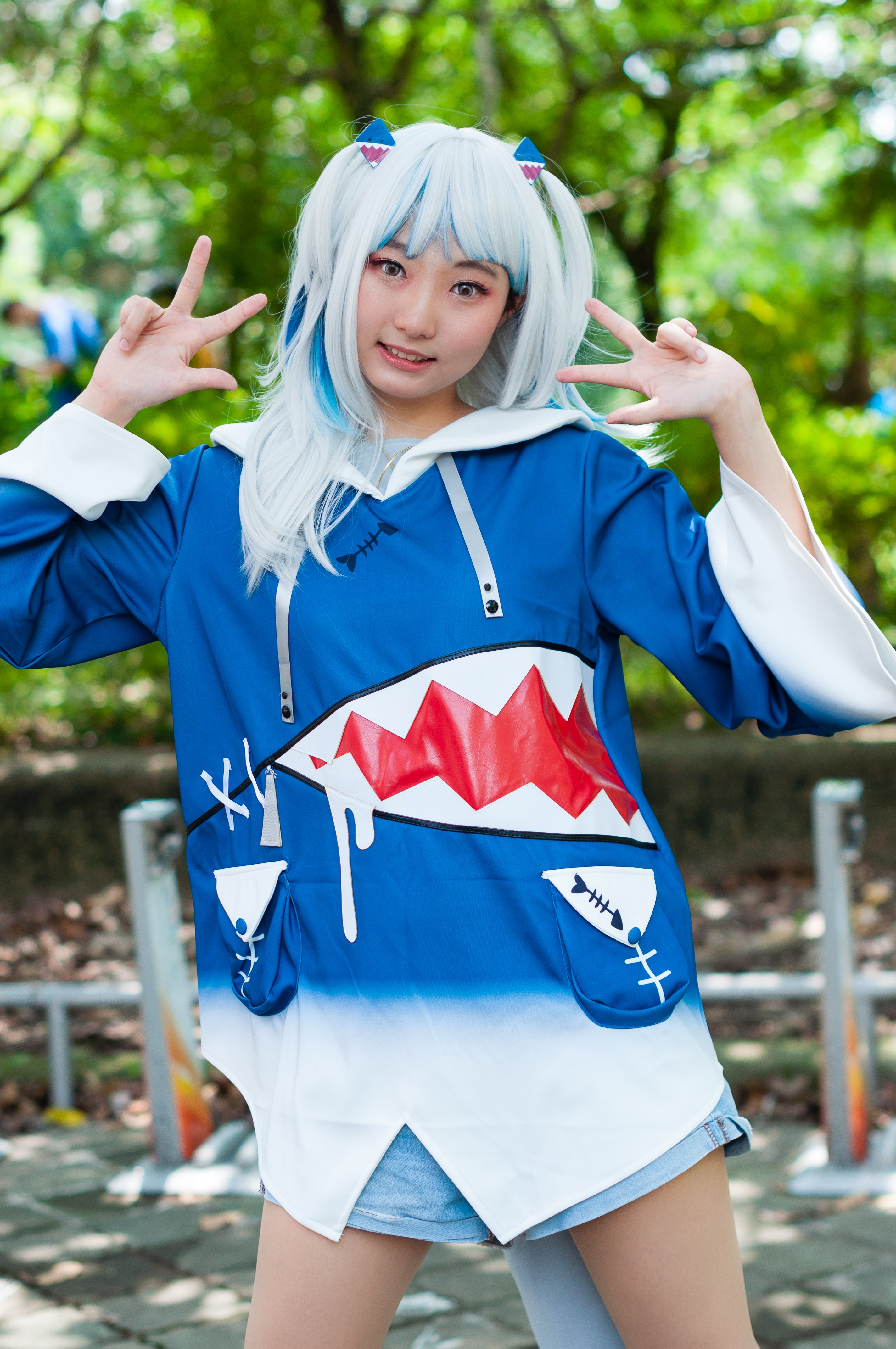
Косплей Гавр Гуры на аниме-фестивале Comic World

9 сентября 2020 года Гура опубликовала свой первый твит со словом «а». 13 сентября её дебютный стрим был отложен, и её первыми словами вновь стало восклицание «а» ([ä]). Позже трансляция была прервана из-за проблем с оборудованием, в результате чего десятки тысяч пользователей набрали «а» в чате, ожидая возобновления трансляции. Буква «а» быстро стала интернет-мемом. Это, в сочетании с общим всплеском популярности виртуальных ютуберов и виртуальной реальности в целом в результате пандемии COVID-19, вероятно, способствовало быстрому успеху Гуры. Всего через сорок дней после своего дебюта она набрала миллион подписчиков, став первым виртуальным ютубером Hololive, сделавшим это.

## Прочая деятельность

### Телевизионные программы
- Временное появление в рекламном ролике Taco Bell, который вышел в эфир 23 июля 2021 года, в рамках спонсорской поддержки их продукта Nacho Fries[45][46]. По словам креативного директора Дэниела Чена, Taco Bell — первая американская компания, которую прорекламировал виртуальный ютубер[47].

### Компьютерные игры
- Groove Coaster: Wai Wai Party!!!! — играбельный персонаж и внутриигровой рассказчик, добавленный в игру в обновлении 16 декабря 2021 года[48].
- HoloCure — один из игровых персонажей.